# Lancer du disque masculin aux championnats du monde d'athlétisme 2023
Pour des articles plus généraux, voir Championnats du monde d'athlétisme 2023 et Lancer du disque aux championnats du monde d'athlétisme.
Navigation
Eugene 2022 Tokyo 2025
L'épreuve du lancer du disque masculin des championnats du monde de 2023 se déroule du 19 au 21 août 2023 au sein du Centre national d'athlétisme à Budapest, en Hongrie.

## Mimimas
La période de qualification est comprise entre le 31 juillet 2022 et le 30 juillet 2023. Le minima de qualification est fixé à 67,00 m.

## Résultats

### Qualifications
Qualification : 66,50 m (Q) ou les 12 meilleures performances (q) se qualifient pour la finale.
| Rang | Groupe | Athlète               | Pays             | Essais | Essais | Essais | Marque | Notes |
| Rang | Groupe | Athlète               | Pays             | 1      | 2      | 3      | Marque | Notes |
| ---- | ------ | --------------------- | ---------------- | ------ | ------ | ------ | ------ | ----- |
| 1    | A      | Daniel Ståhl          | Suède            | 64,58  | 66,25  | 64,99  | 66,25  | q     |
| 2    | A      | Mykolas Alekna        | Lituanie         | 66,04  | X      | 63,99  | 66,04  | q     |
| 3    | B      | Kristjan Čeh          | Slovénie         | 65,95  | 65,18  | 65,29  | 65,95  | q     |
| 4    | A      | Traves Smikle         | Jamaïque         | 65,71  | 64,32  | 64,30  | 65,71  | q     |
| 5    | B      | Lukas Weißhaidinger   | Autriche         | 64,34  | 65,61  | 64,20  | 65,61  | q     |
| 6    | B      | Andrius Gudžius       | Lituanie         | 65,5   | 64,57  | 63,68  | 65,50  | q     |
| 7    | B      | Fedrick Dacres        | Jamaïque         | X      | 64,72  | 65,45  | 65,45  | q     |
| 8    | B      | Alexander Rose        | Samoa            | X      | 65,26  | 63,74  | 65,26  | q     |
| 9    | B      | Matthew Denny         | Australie        | 61,7   | X      | 64,29  | 64,29  | q     |
| 10   | A      | Brian Williams        | États-Unis       | 63,85  | 61,42  | 61,09  | 63,85  | q, SB |
| 11   | A      | Henrik Janssen        | Allemagne        | 61,96  | 62,97  | 63,79  | 63,79  | q     |
| 12   | B      | Connor Bell           | Nouvelle-Zélande | X      | 63,72  | X      | 63,72  | q     |
| 13   | A      | Lawrence Okoye        | Royaume-Uni      | X      | X      | 63,66  | 63,66  |       |
| 14   | B      | Turner Washington     | États-Unis       | 59,99  | 63,57  | 62,87  | 63,57  |       |
| 15   | A      | Sam Mattis            | États-Unis       | 62,55  | 63,43  | 60,57  | 63,43  |       |
| 16   | B      | Steven Richter        | Allemagne        | 63,37  | 62,13  | X      | 63,37  |       |
| 17   | B      | Daniel Jasinski       | Allemagne        | 62,54  | 63,36  | X      | 63,36  |       |
| 18   | A      | Philip Milanov        | Belgique         | 59,15  | 63,00  | X      | 63,00  |       |
| 19   | A      | Roje Stona            | Jamaïque         | 62,67  | X      | 61,69  | 62,67  |       |
| 20   | A      | Martynas Alekna       | Lituanie         | 58,44  | 62,57  | 58,06  | 62,57  |       |
| 21   | B      | Simon Pettersson      | Suède            | 62,53  | X      | X      | 62,53  |       |
| 22   | A      | Guðni Valur Guðnason  | Islande          | 59,97  | X      | 62,28  | 62,28  |       |
| 23   | B      | Claudio Romero        | Chili            | 62,24  | 61,6   | X      | 62,24  |       |
| 24   | A      | Apostolos Parellis    | Chypre           | 61,94  | 62,10  | 60,86  | 62,10  | SB    |
| 25   | B      | Oskar Stachnik        | Pologne          | 60,93  | 61,96  | 61,89  | 61,96  |       |
| 26   | A      | Martin Markovic       | Croatie          | X      | 61,88  | 61,37  | 61,88  |       |
| 27   | A      | Victor Hogan          | Afrique du Sud   | 60,09  | 61,80  | X      | 61,80  |       |
| 28   | A      | Robert Urbanek        | Pologne          | 61,20  | 61,30  | X      | 61,30  |       |
| 29   | A      | Alin Firfirică        | Roumanie         | X      | 61,03  | X      | 61,03  |       |
| 30   | B      | Róbert Szikszai       | Hongrie          | 60,64  | X      | X      | 60,64  |       |
| 31   | A      | Moaaz Mohamed Ibrahim | Qatar            | 60,40  | 57,81  | 60,11  | 60,40  |       |
| 32   | A      | Lucas Nervi           | Chili            | 58,76  | 57,31  | 58,66  | 58,76  |       |
| 33   | B      | Mario A. Díaz         | Cuba             | 56,59  | 56,75  | 58,03  | 58,03  |       |
| 34   | B      | Yasiel Sotero         | Espagne          | 55,39  | 55,89  | 53,88  | 55,89  |       |
| 35   | B      | Juan José Caicedo     | Équateur         | X      | X      | 55,78  | 55,78  |       |

### Finale
| Rang               | Athlète             | Nationalité      | Essais | Essais | Essais | Essais | Essais | Essais | Marque | Notes |
| Rang               | Athlète             | Nationalité      | 1      | 2      | 3      | 4      | 5      | 6      | Marque | Notes |
| ------------------ | ------------------- | ---------------- | ------ | ------ | ------ | ------ | ------ | ------ | ------ | ----- |
| Médaille d'or      | Daniel Ståhl        | Suède            | 63,01  | 66,58  | X      | 69,37  | 67,56  | 71,46  | 71,46  | CR    |
| Médaille d'argent  | Kristjan Čeh        | Slovénie         | 68,31  | 69,27  | X      | 67,89  | 66,69  | 70,02  | 70,02  |       |
| Médaille de bronze | Mykolas Alekna      | Lituanie         | 65,23  | 67,08  | 64,37  | 68,85  | 68,07  | 68,07  | 68,85  |       |
| 4                  | Matthew Denny       | Australie        | 66,39  | X      | X      | 68,24  | X      | 65,92  | 68,24  | NR    |
| 5                  | Fedrick Dacres      | Jamaïque         | 65,74  | 64,60  | 66,72  | X      | 63,89  | X      | 66,72  |       |
| 6                  | Andrius Gudžius     | Lituanie         | 65,95  | 66,16  | X      | X      | 63,98  | 66,13  | 66,16  |       |
| 7                  | Lukas Weißhaidinger | Autriche         | 63,57  | 65,19  | 62,85  | 65,2   | 65,54  | X      | 65,54  |       |
| 8                  | Henrik Janssen      | Allemagne        | 62,97  | 63,80  | 63,77  | X      | X      | 62,27  | 63,80  |       |
| 9                  | Brian Williams      | États-Unis       | 62,68  | 63,62  | X      |        |        |        | 63,62  |       |
| 10                 | Connor Bell         | Nouvelle-Zélande | 63,23  | X      | 62,21  |        |        |        | 63,23  |       |
| 11                 | Traves Smikle       | Jamaïque         | X      | 61,90  | X      |        |        |        | 61,90  |       |
| 12                 | Alex Rose           | Samoa            | X      | X      | 61,69  |        |        |        | 61,69  |       |

## Légende
Records et Performances
- AR : Record continental (area record)
- CR : Record des championnats (championship record)
- MR : Record du meeting (meet record)
- NR : Record national (national record)
- OR : Record olympique (olympic record)
- PR : Record paralympique (paralympic record)
- PB : Record personnel (personal best)
- SB : Meilleure performance personnelle de la saison (season's best)
- WL : Meilleure performance mondiale de l'année (world leader)
- WJR : Record du monde junior (world junior record)
- WR : Record du monde (world record)

Circonstances et Conditions
- DNF : N'a pas terminé (did not finish)
- DNS : N'a pas pris le départ (did not start)
- DQ : Disqualification (disqualification)
- NM : Aucun essai valable enregistré (No Mark)
- Q : Qualifié « directement » au prochain tour (ou à la prochaine compétition), lors d'une compétition majeure, grâce au classement ou à la réalisation des minima (automatic qualifier)
- q : Qualifié au prochain tour (ou à la prochaine compétition), lors d'une compétition majeure, grâce au repêchage ou à la réalisation de l'une des meilleures performances parmi celles des « non qualifiés directement » (grâce au meilleur temps ou à la meilleure distance par exemple) (secondary qualifier)